# Fricativa velare sonora
La fricativa velare sonora è una consonante, rappresentata con il simbolo /ɣ/ nell'alfabeto fonetico internazionale (IPA).

## Caratteristiche
La consonante /ɣ/ presenta le seguenti caratteristiche:
- il suo modo di articolazione è fricativo, facendo sibilare l'aria fra la lingua ed il velo palatino.
- il suo luogo di articolazione è velare poiché il suono è prodotto dal sibilare dell'aria fra la lingua avvicinata al velo palatino ed il velo palatino;
- è una consonante sonora, in quanto questo suono è prodotto dal sibilare dell'aria e dalle corde vocali;
- è una consonante centrale poiché l'aria fuoriesce centralmente la lingua e non ai lati;
- è una consonante polmonare.

## Nelle lingue
Il suono /ɣ/ non è presente in italiano, ma è presente nel Toscano, come /g/ intervocalica come in la gota [la.ɣɔːθa] "la guancia"; si trova principalmente nelle seguenti lingue parlate:
- In arabo, come in غرفة [ˈɣurfɐ] "stanza". Spesso postalveolare o uvulare.
- In azero, come in ağac [aɣad͡ʒ] "albero".
- In berbero, come in aġilas [aɣilas] "leopardo". Anche rappresentato da ⟨ɣ⟩, o altre varianti di ⟨ġ⟩.
- In catalano, come in figuera [fiˈɣeɾə] "fico". Allofono di /ɡ/.
- In ceceno, come in гӀала/ġala [ɣaːla] "città".
- In asturiano, come in gadañu [ɣaˈdãɲʊ] "guadagno"./ɡ/.
- In georgiano, come in ღარიბი [ɣɑribi] "povero". Oggi tende ad essere pronunciato alveolare o postalveolare.
- In greco, come in γάλα [ˈɣɐlɐ] "latte".
- In hindi, come in ग़रीब [ɣəriːb] "povero".
- In irlandese, come in dhorn [ɣoːɾˠn̪ˠ] "pugno".
- In navajo, come in ’aghá [ʔaɣa] "il migliore".
- In persiano کاغذ [kɒɣæz] "carta".
- In portoghese europeo, come in agora [ɐˈɣɔɾɐ] "adesso". Allofono di /ɡ/ nei dialetti settentrionali e centrali.
- Nel dialetto primierotto, come in beghar [beˈɣar] "litigare".
- In sardo, come in sughere [ˈsuɣɛrɛ] "succhiare".
- In siciliano, come in granni [ˈɡranni] "grande".
- In spagnolo, come in luego [ˈlweɣo] "poi".
- Nel gaelico scozzese, come in laghail [ɫ̪ɤɣal] "legale".
- In swahili, come in ghali [ɣali] "caro".
- In turco, come in ağa [ˈaɣa] "rete". Allofono di /ɰ/, in certi dialetti.
- In urdu, come in غریب [ɣəriːb] "povero".
- In vietnamita, come in ghế [ɣe˧ˀ˥] "sedia".